# Liste der Biografien/Burs
Liste der Biografien |
Portal Biografien |
Personensuche
# |
A |
B |
C |
D |
E |
F |
G |
H |
I |
J |
K |
L |
M |
N |
O |
P |
Q |
R |
S |
T |
U |
V |
W |
X |
Y |
Z |
?
 
Ba |
Be |
Bd |
Bg |
Bh |
Bi |
Bj |
Bl |
Bm |
Bn |
Bo |
Br |
Bs |
Bu |
Bw |
By |
Bz
 
Bua |
Bub |
Buc |
Bud |
Bue |
Buf |
Bug |
Buh |
Bui |
Buj |
Buk |
Bul |
Bum |
Bun |
Buo |
Buq |
Bur |
Bus |
But–Buz
 
Bura |
Burb |
Burc |
Burd |
Bure |
Burf |
Burg |
Burh |
Buri |
Burj |
Burk |
Burl |
Burm |
Burn |
Buro |
Burp |
Burq |
Burr |
Burs |
Burt |
Buru |
Burv |
Burw |
Burx |
Bury |
Burz
Die Liste der Biografien führt alle Personen auf, die in der deutschsprachigen Wikipedia einen Artikel haben. Dieses ist eine Teilliste mit 67 Einträgen von Personen, deren Namen mit den Buchstaben „Burs“ beginnt.

## Burs

### Bursa
- Bursa, Andrzej (1932–1957), polnischer Dichter, Prosaschreiber, Dramatiker und Journalist
- Bursa, Józef, polnischer nordischer Skisportler
- Bursa, Nikolosa († 1512), Äbtissin, Jungfrau
- Bursa, Tülay, türkische Schauspielerin
- Bursa, Wojciech (1895–1940), polnischer Sportschütze
- Bursać, Marija (1921–1943), jugoslawische Kommunistin und Partisanin
- Bursac, Nikola (* 1986), deutscher Maschinenbauingenieur und Hochschullehrer
- Bursać, Nikola (* 1995), serbischer Leichtathlet

### Bursc
- Bursch, Daniel W. (* 1957), US-amerikanischer Astronaut
- Bursch, Friedrich (1884–1968), deutscher Bildhauer
- Bürsch, Michael (1942–2012), deutscher Politiker (SPD), MdB
- Bursch, Peter (* 1949), deutscher Musiker und AutorPeter Bursch (* 1949)

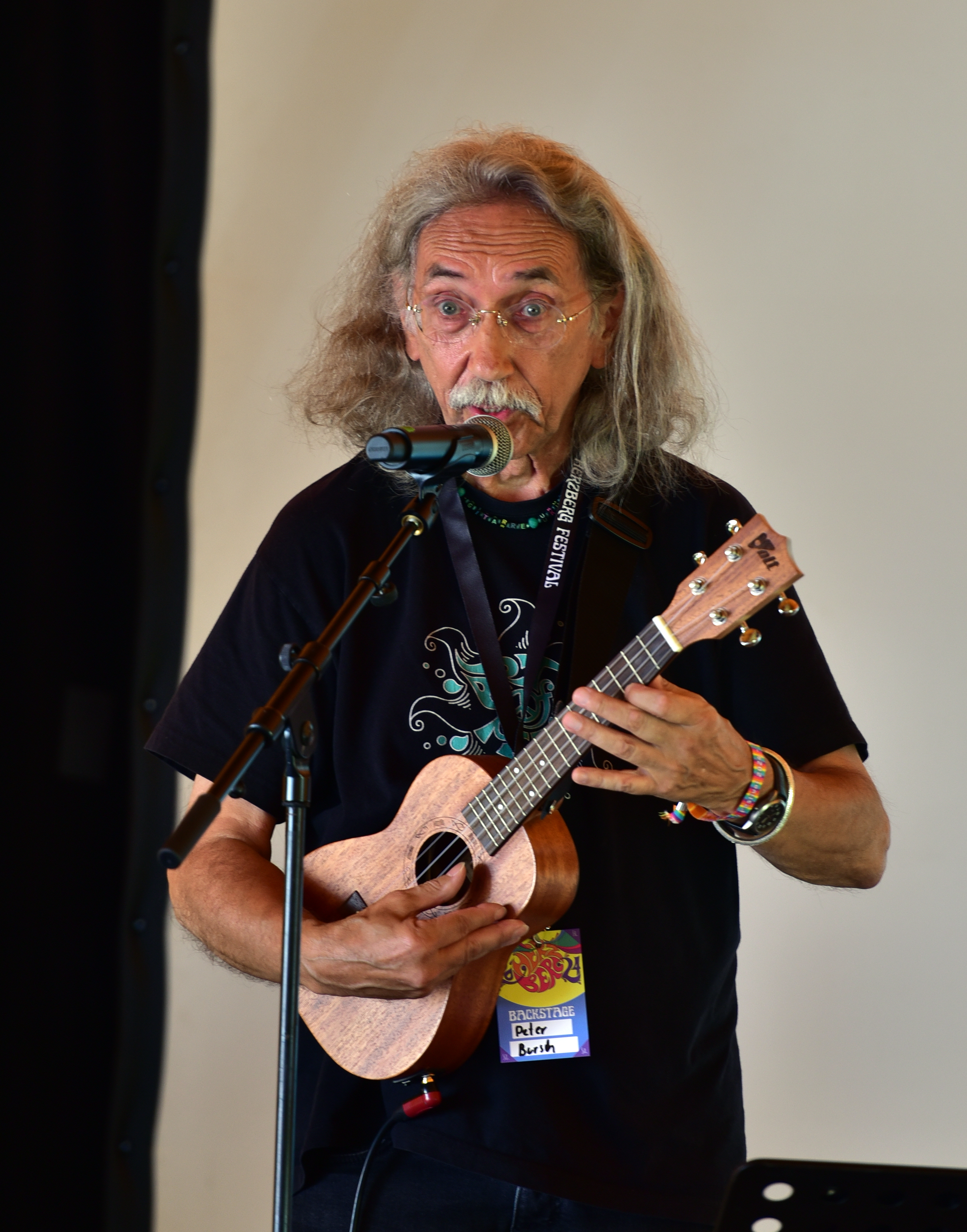
Peter Bursch (* 1949)

- Burschberg, Fritz, deutscher Handballspieler
- Bursche, Alfred (1883–1942), polnischer Jurist
- Bursche, Andreas (* 1980), deutscher Radio- und Fernsehmoderator
- Bursche, Edmund (1881–1940), polnischer evangelischer Theologe, Kirchenhistoriker und Pfarrer
- Bursche, Ernst (1907–1989), deutscher Maler
- Bursche, Ernst Wilhelm (1831–1904), polnischer evangelischer Pfarrer
- Bursche, Juliusz (1862–1942), polnischer evangelischer Geistlicher, Verleger und Landesbischof von PolenJuliusz Bursche (1862–1942)

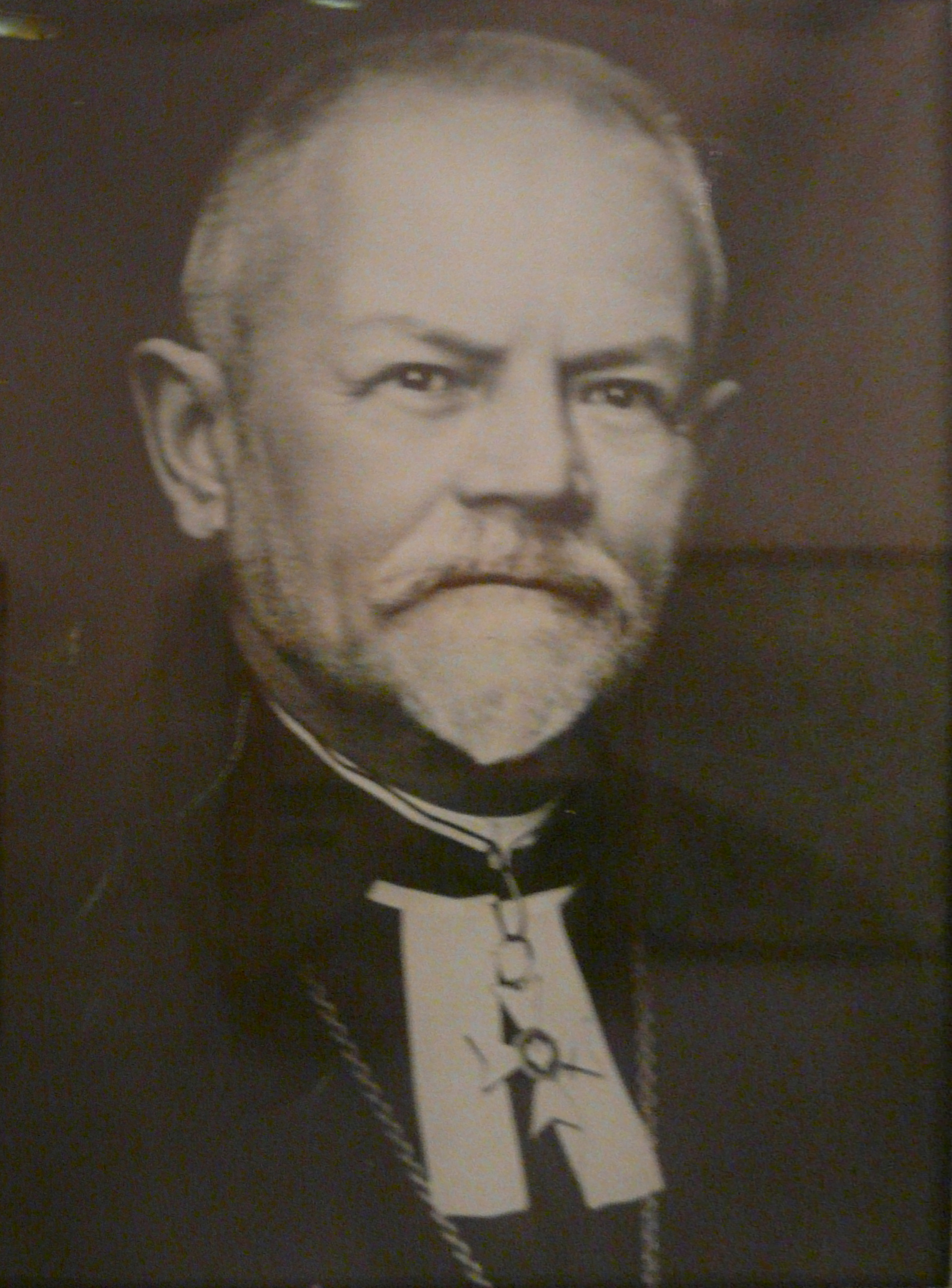
Juliusz Bursche (1862–1942)

- Bursche, Theodor (1893–1965), polnischer Architekt
- Burscheid, Rolf (* 1944), deutscher Leichtathlet
- Burschel, Carlo (1962–2023), deutscher Umweltökonom, Sozialwissenschaftler, Designhistoriker und Autor
- Burschel, Peter (1927–2013), deutscher Forstwissenschaftler
- Burschel, Peter (* 1963), deutscher Historiker
- Burschell, Friedrich (1889–1970), deutscher Schriftsteller und Übersetzer
- Burscher, Johann Friedrich (1732–1805), deutscher lutherischer Theologe
- Burschik, Herbert (1922–1990), deutscher Künstler, Bildhauer, Plastiker

### Burse
- Burse, Charlie (1901–1965), US-amerikanischer Bluesmusiker (Ukelele, Mandoline)
- Burse, Janell (* 1979), US-amerikanische Basketballspielerin
- Burseg, Katrin (* 1971), deutsche Journalistin und Schriftstellerin
- Burser, Joachim (1583–1639), deutscher Apotheker und Botaniker

### Bursg
- Bürsgens, Joseph (1827–1907), deutscher Gutsbesitzer und Politiker

### Bursh
- Burshtein, Rama (* 1967), US-amerikanisch-israelische Filmregisseurin und Drehbuchautorin

### Bursi
- Bursian, Conrad (1830–1883), deutscher Klassischer Philologe und Archäologe
- Bursian, Wiktor Robertowitsch (1887–1945), russischer Physiker und Hochschullehrer
- Bursijew, Schamil Gassanowitsch (1985–2010), russischer Fußballspieler
- Bursik, Josef (* 2000), englischer Fußballtorwart
- Bursík, Martin (* 1959), tschechischer Politiker, Mitglied des Abgeordnetenhauses
- Bursik, Robert J. († 2017), US-amerikanischer Soziologe und Kriminologe
- Bursill, Tina (* 1951), australische Schauspielerin
- Bürsin, Kerem (* 1987), türkischer SchauspielerKerem Bürsin (* 1987)

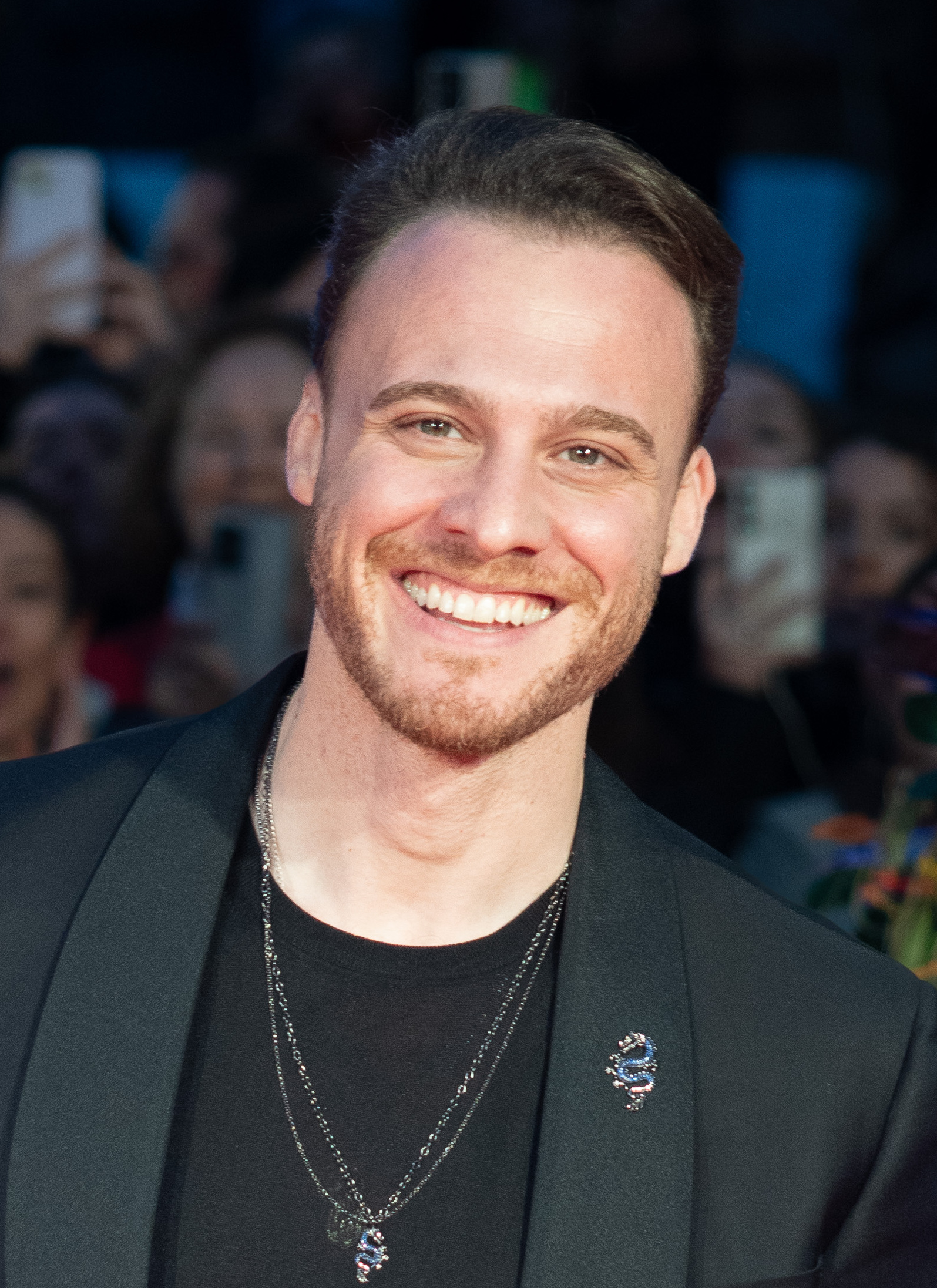
Kerem Bürsin (* 1987)

### Bursk
- Burska, Lidia (1953–2008), polnische Literaturhistorikerin und Literaturkritikerin
- Burski, Albrecht von (1785–1849), preußischer Generalmajor, Kommandeur der 11. Infanterie-Brigade

### Burss
- Burssens, Jan (1925–2002), belgischer Maler

### Burst
- Burstall, Timothy (1776–1860), britischer Ingenieur
- Burstein, Fabian (* 1982), österreichischer Autor, Verleger und Filmemacher
- Burstein, Israel (1891–1951), österreichisch-israelischer Hebraist
- Burstein, Michael A. (* 1970), US-amerikanischer Science-Fiction-Schriftsteller
- Burstein, Nanette (* 1970), US-amerikanische Regisseurin, Produzentin und Drehbuchautorin
- Burstein, Pinchas (1927–1977), polnischer Maler
- Burstein, Tal (* 1980), israelischer Basketballspieler
- Bürstenbinder, Elisabeth (1838–1918), deutsche Schriftstellerin
- Bürster, Helga (* 1961), deutsche Schriftstellerin
- Bürstinghaus, Ernst (* 1865), deutscher Opernsänger (Bariton)
- Bürstmayr, Georg (* 1963), österreichischer Politiker (Grüne), Abgeordneter zum Nationalrat, Rechtsanwalt
- Burston, Michael (1949–2011), britischer Gitarrist
- Burstyn, Ellen (* 1932), US-amerikanische SchauspielerinEllen Burstyn (* 1932)

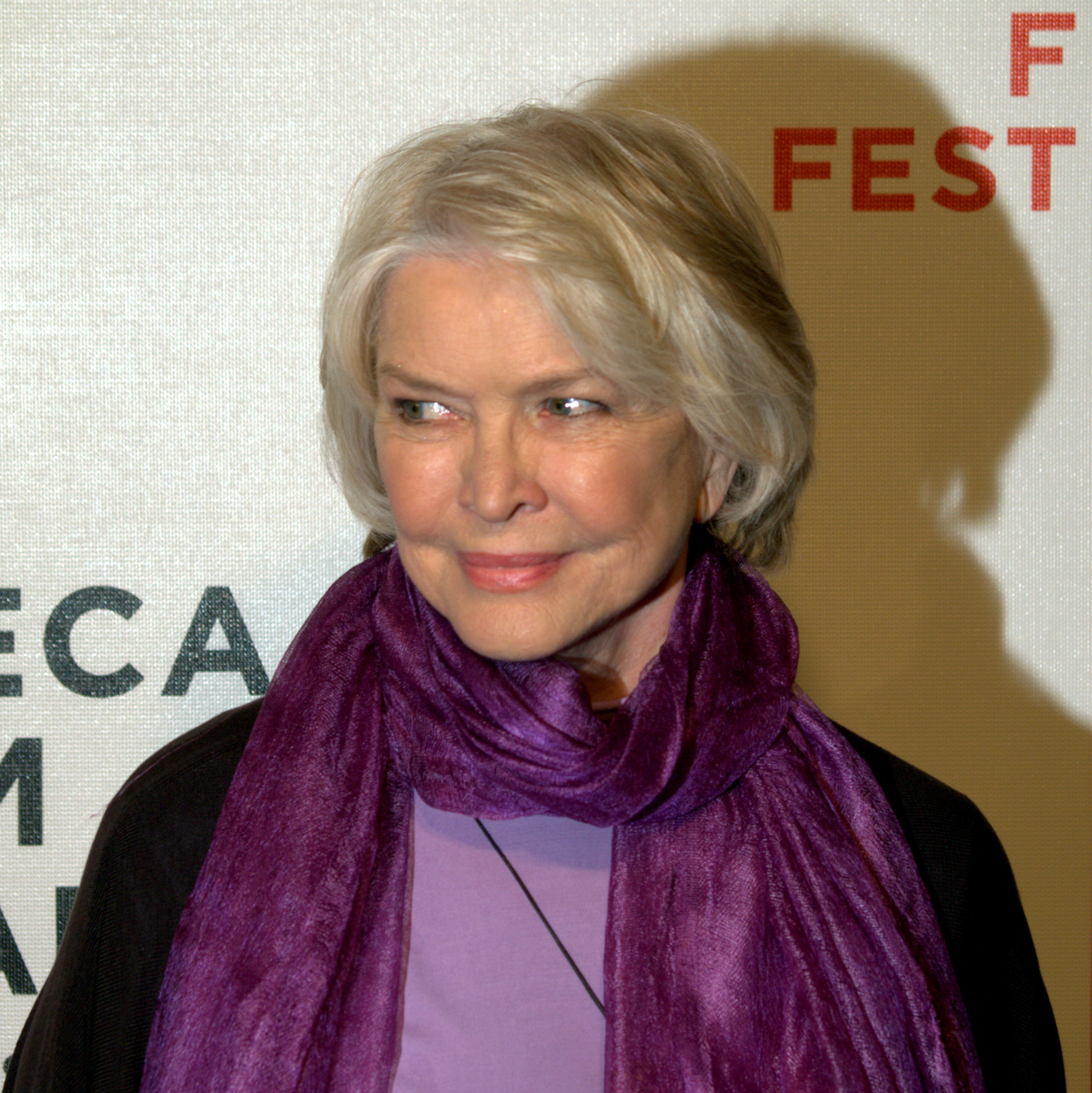
Ellen Burstyn (* 1932)

- Burstyn, Gunther (1879–1945), österreichischer Techniker und Offizier der österreichischen k.u.k. Armee
- Burstyn, Mike (* 1945), israelisch-US-amerikanischer Schauspieler
- Burstyn, Thomas (* 1954), kanadischer Kameramann

### Bursu
- Bursuc, Maria (* 1986), rumänische Ruderin
- Bursum, Holm O. (1867–1953), US-amerikanischer Politiker

### Bursw
- Burswold, Lee (1933–2017), US-amerikanischer Komponist, Pianist und Musikpädagoge

### Bursy
- Bursy, Ralf (1956–2022), deutscher Popsänger und Musikproduzent

### Bursz
- Bursztein, Jean-Gérard (* 1945), französischer Psychoanalytiker
- Bursztyn, Feliza (1933–1982), kolumbianische Bildhauerin
- Bursztyn, Israel (1896–1941), polnisch-französischer Journalist